# Тонантий Фереол
Тонантий Фереол (на латински: Tonantius Ferreolus; Tonance Ferréol; 405/420 – 475) е гало-римски политик, преториански префект на Галия от 451 до 452/453 г.
Син е на Сиагрия (clarissima femina, * ок. 390) и Фереол. По майчина линия е внук на Флавий Афраний Сиагрий (консул 382 г.), който произлиза от аристократичата фамилия Сиагрии от Лион в Галия. Втори братовчед е на генерал Егидий. Роднина и приятел е с гало-римския поет Сидоний Аполинарий.
Жени се за Папианила (* ок. 415), clarissima femina, племенница на западноримския император Авит и първа братовчедка на друга Папианила, съпруга на Сидоний Аполинарий. Двамата имат много деца. Техният син Тонантий Фереол e vir clarissimus между 507 и 511 г.
През 452 г. успява да защити римския град Арелат (Арл) от нападките на Торизмунд, царя на вестготите.